# Глобальний поліцейський
Глобальний поліцейський (або світова поліція  ) — використовується для опису неофіційної ролі наддержави, яка прагне або претендує на право втручання в справи інших суверенних держав. По-перше, цей термін був асоційований з Великою Британією, але з 1945 року його використовують, переважно, щодо Сполучених Штатів.  хоча є припущення, що Китай прагне перебрати на себе цю роль у 21-му столітті.</link>
Два терміни "гегемон" і "глобальний поліцейський" не є тотожними за значенням. Перший термін визначає здатність домінуючого до контролю в будь-якій точці земної кулі, в той час як другий описує супердержаву або країну, яка може втручатися в справи інших суверенних держав, контролюючи або моніторячи певні території, але це не завжди означає високий рівень ефективності у виконанні цієї ролі.

## У міжнародному праві
Ця позиція не має офіційного визнання. В теорії міжнародного права всі нації розглядаються як рівні перед законом; "par in parem non habet imperium" - принцип відсутності влади між рівними, хоча насправді деякі держави є відносно сильнішими за інші. 

## Порівняння з державною поліцією
У державах закон стримує та обмежує владу; між державами все навпаки. 
Принципи, які керують діяльністю поліції, включають в себе: обов'язок запобігати злочинам, зберігати мир і дотримуватися закону, спираючись на згоду громадськості і з мінімальним використанням сили та обмежень; діяти неупереджено; і не втручатися в повноваження судової влади. Останній стандарт передбачає презумпцію невинуватості. Кандидати на роботу в поліції і процес продвиження по службі базуються на заслугах, у той час як поняття "глобальний поліцейський" використовується самими обранцями.
У межах держави монополія на насильство є нормою; поліція може носити зброю, але мало хто це робить (США є винятком, що змусило Чарльза Лейна запитати, чи є вона «справді держава»). На міжнародному рівні "глобальний поліцейський" - це лише одна добре озброєна держава з-поміж двохсот інших.
Покладання ролі  «світового поліцейського» на будь-яку самовпевнену, територіально розширюючу державу передбачає конфлікт інтересів. Держави ведуть війни з максимальним використанням сили, здійснюють продажі зброї, укладають союзи і, таким чином, не мають нейтральності.

## історія
Сполучене Королівство робило спроби припинити работоргівлю за допомогою Західноафриканського флоту. У 1827 році Великобританія, спільно з Францією та Росією, втрутилася на боці грецької незалежності, знищивши турецький флот у битві при Наваріно. У 1854 році Великобританія, спільно з Францією, запобігла Росії руйнування Османської імперії. Росія була змушена вивести свої війська з Молдавії та Волощини, і Севастополь був облогований у Кримській війні.
З 1914 по 1945 роки жодна держава не була гегемоном, зі зменшенням впливу Великої Британії, але вона все ще відігравала важливу роль у світі, із підняттям таких потужностей, як Сполучені Штати, Японська імперія, а пізніше – Нацистська  Німеччина та Радянський Союз. У період багатополярності та розподілених обов'язків народилися фашистські диктатори, і Європа скотилася в дві світові війни. За словами Річарда Дж. Еванса, "Авторитарний німецький виклик демократичній Великій Британії тоді можна порівняти з авторитарним китайським викликом демократичній Америці зараз".
У період між 1945 і 1990 роками у період холодної війни, в світовій торгівлі домінували Радянський Союз і Сполучені Штати.
Доктрина Трумена 1947 року обіцяла підтримку антикомуністичних союзників та позначила початок активної політики мирного часу, що визначила роль Америки як світового поліцейського. Після завершення холодної війни ворогом став тероризм, а не комунізм. Однак після провальної інтервенції в Сомалі в 1993 році Сполучені Штати не бажали брати участь у гуманітарних операціях в Боснії і Руанді.
Очолюване США вторгнення до Іраку, офіційно оголошене поліцейською місією з пошуку зброї масового знищення, було, на думку деяких, незаконним прикриттям прихованих, неетичних мотивів: необхідності захистити американські регіональні бази, поставки нафти і лояльність ключових союзників.
Після цього виникли серйозні сумніви щодо доцільності зовнішнього втручання США та створення нестабільності в Іраку, Лівії та Сирії. У 21 столітті моральні аспекти глобальної поліцейської діяльності набувають все більшого значення, при цьому нації, в які втручається поліція, можуть втратити частину своєї самоідентифікації. Крім того, з появою недержавних загроз глобальній безпеці питання про юридичну обґрунтованість, такі як загальні "закони війни", мають сумнівну юрисдикцію.

## Дивись також
- Чотири міліціонери
- Гегемонія
- Міжнародне право
- Рух неприєднання
- Pax Britannica і Pax Americana
- Принципи Піліана
- Полярність (міжнародні відносини)
- Силова політика
- Відповідальність захищати
- Крах наддержави
- Пастка Фукідіда
- Мир у всьому світі
- Світовий уряд
- «Команда Америки: Всесвітня поліція» — американський фільм 2004 року, який висуває цю концепцію
- Інтерпол

## Подальше читання
- Бокат-Лінделл, Спенсер. «Сполучені Штати закінчили бути світовим поліцейським? The New York Times, 20 липня 2021 р
- В'язальщик, Лукас. «Сучасне гуманітарне втручання: за межами міжнародного порядку, заснованого на правилах». Права людини під час війни (2020) стор. 1-22.
- Сейболт, Тейлор Б. Гуманітарне військове втручання: умови успіху та невдачі (Публікація SIPRI, 2007). онлайн
- Завтра світ: народження глобальної переваги США (Harvard UP, 2020), зосереджено на 1940-1945 роках
- Вертхайм, Стівен. «Рішення з пекла: Сполучені Штати та зростання гуманітарного інтервенціонізму, 1991–2003» Journal of Genocide Research (2010) 12:3-4, 149-172, DOI: 10.1080/14623528.2010.522053
- Питльована Л. Ю. Зовнішньополітична ідентичність американців у карикатуристиці США початку ХХ ст.: «Світовий поліцейський» Л. Делрімпла // Військово-науковий вісник. Вип.30. Львів: НАСВ, 2018. С.178-192.